# Miðvágur

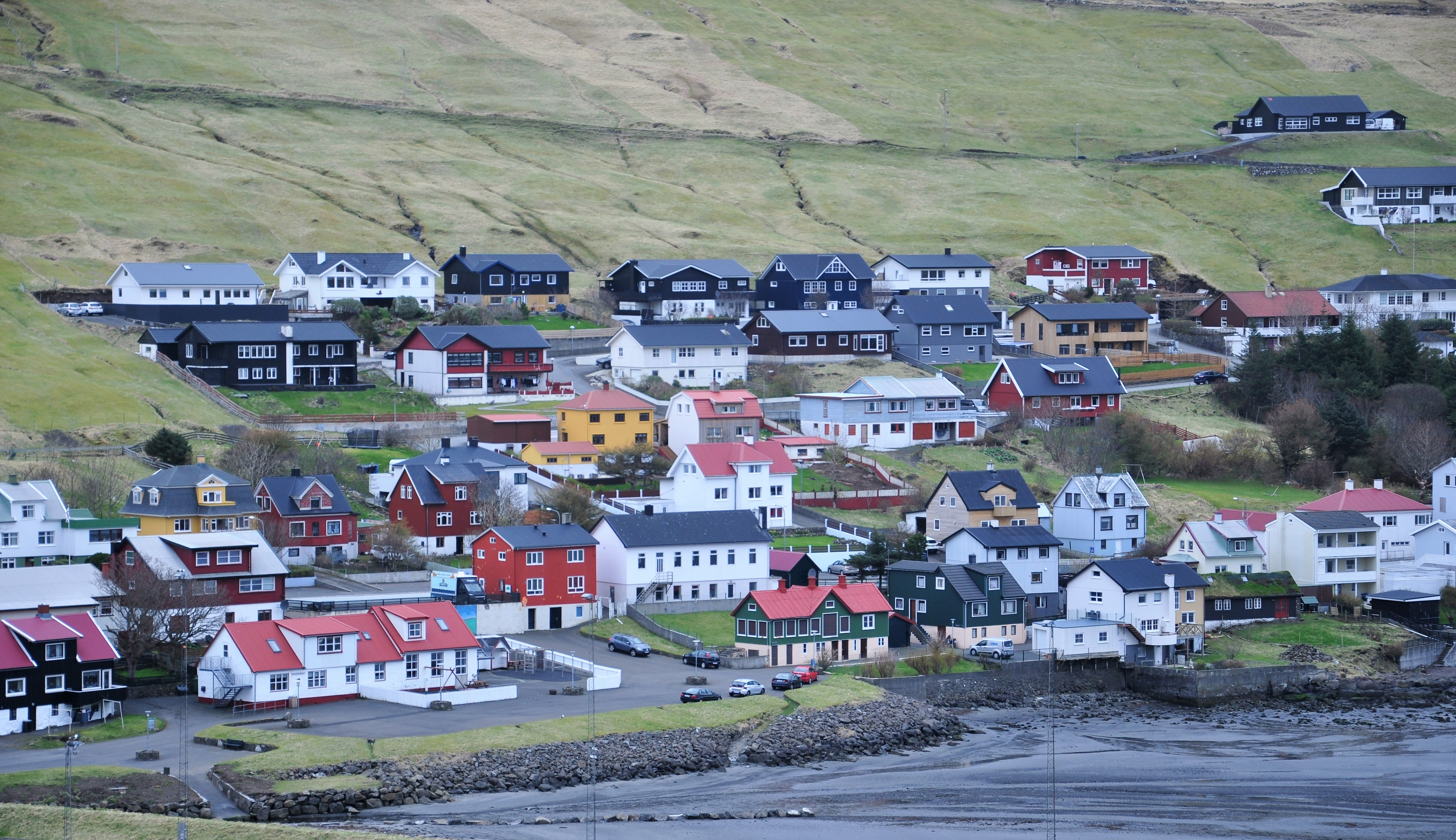
Miðvágur

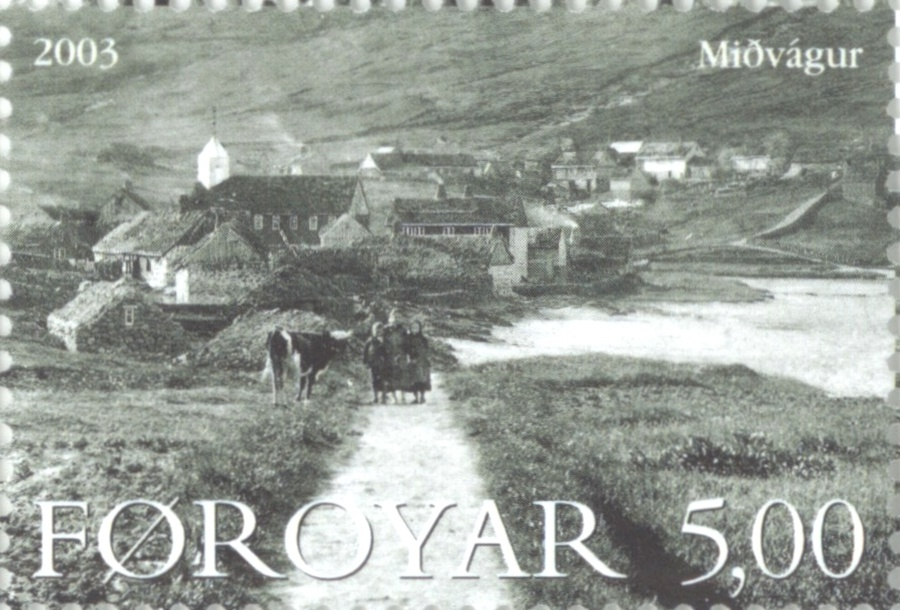
Miðvágur régi fekete-fehér felvételen

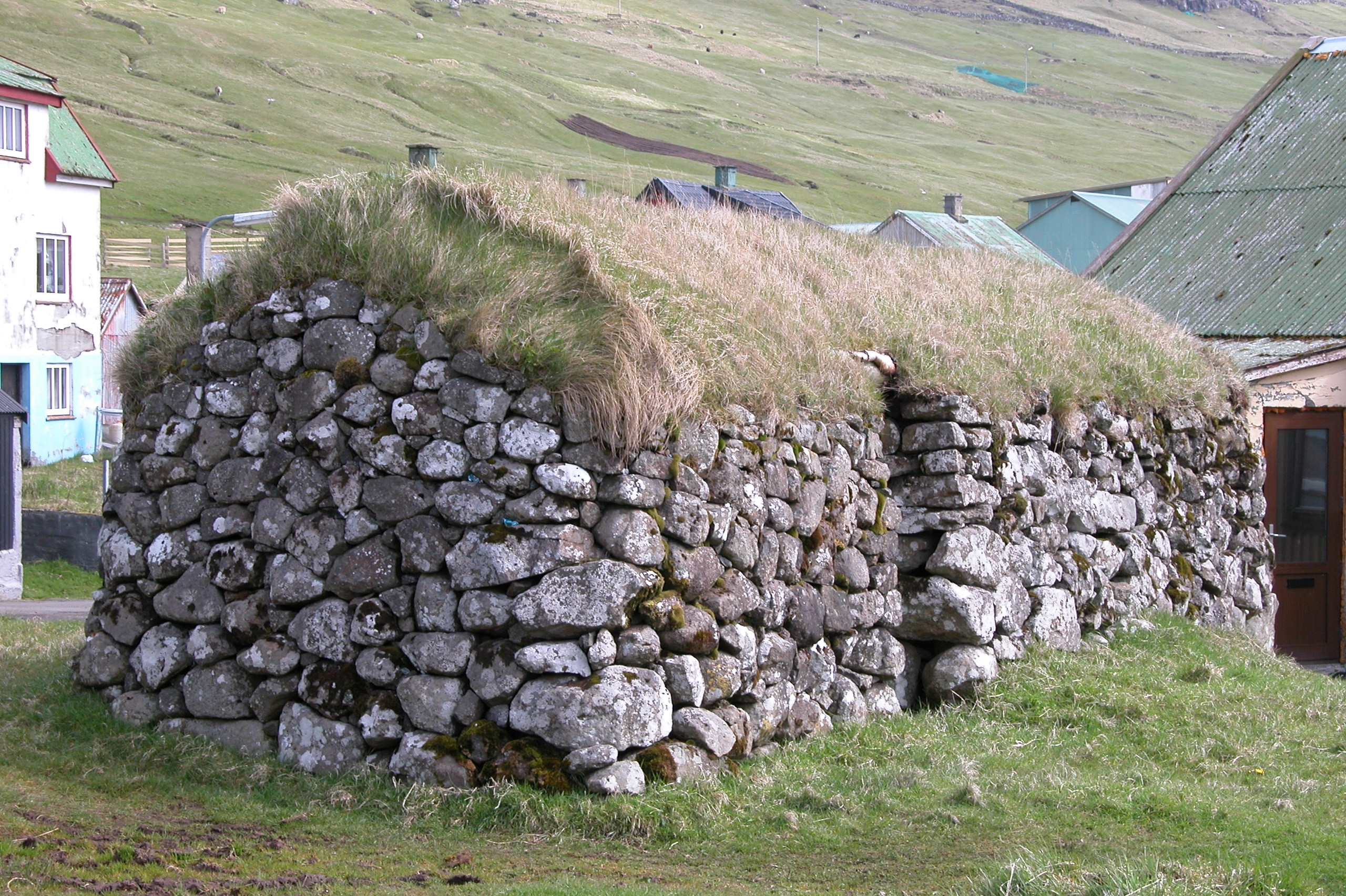
Fűtetős kőépület

Miðvágur (dánul: Midvåg) település Feröer Vágar nevű szigetén. Közigazgatásilag Vágar községhez tartozik. A sziget legnépesebb települése és központi fekvéséből adódóan is annak természetes központja; rendőrőrse, orvosi rendelője, boltja és plébániája van.

## Fekvése
Földrajzi fekvése miatt kiváló helynek számít a cetvadászathoz. 1899-ben egyszerre 1300 cetet fogtak ki itt, ami a valaha volt legnagyobb fogásnak számít. A településtől nyugatra fekszik a Leitisvatn, Feröer legnagyobb tava.

## Története
Első írásos említése az 1350-1400 között írt Kutyalevélben található.
Itt található Feröer egyetlen brit katonai temetője, ahol a II. világháború idején meghalt katonákat temették.
2009. január 1. óta Vágar község része, előtte Miðvágur községhez (Miðvágs kommuna) tartozott.

## Népesség
| Év              | Lakosság |
| --------------- | -------- |
| 1986. január 1. | 1021     |
| 1991. január 1. | 1021     |
| 1996. január 1. | 913      |
| 2001. január 1. | 932      |
| 2006. január 1. | 1045     |

## Gazdaság
A fő jövedelemforrás a halászati ágazat. Itt található az Oilwind cég, amely horgászfelszereléseket gyárt.

## Közlekedés
A település Vágar főútvonala mentén fekszik, amely nyugat felé a Vágari repülőtér érintésével egészen Gásadalurig tart, kelet felé pedig a Vágatunnilinen keresztül a szigetcsoport többi szigete felé biztosít kapcsolatot. A közösségi közlekedést a Bøur és Tórshavn között közlekedő 300-as busz biztosítja.

## Turizmus
A település északi részén található Kálvalíð nevű ház a település legrégebbi épülete, ma helytörténeti gyűjteménynek ad otthont.

## Kultúra
A Kálvalíð volt az otthona Beinta Kristina Brobergnek, a vágari lelkész feleségének. Az ő élete ihlette Jørgen-Frantz Jacobsen Barbara című könyvét, amelyből azonos címmel filmet is forgattak.
Miðvágur és három másik település (Vestmanna, Sandavágur és Sørvágur) felváltva rendezik meg a Vestanstevna fesztivált, minden évben július elején.

## Sport
A település labdarúgócsapata az MB Miðvágur.